# 2022年冬季奥林匹克运动会沙特阿拉伯代表团
2022年冬季奥林匹克运动会沙特阿拉伯代表团是沙特阿拉伯所派出的2022年冬季奥林匹克运动会代表团。这是该国历史上首次参加冬季奥运。
2021年，沙特阿拉伯冬季运动联合会开始面向全国招募有潜力代表该国参加2022年北京冬奥的选手，结果共有包括海外侨民在内的100人提交申请，当中有8人获选进入训练营备战奥运。入选训练营的其中两名高山滑雪选手法伊克·阿卜迪和Salman Al-Howaish均在国际滑雪联合会的规定期限内达到最低参赛资格标准，然而该国仅获得一个高山滑雪的参赛名额，最终沙特阿拉伯队指定表现更佳的阿卜迪代表该国出赛，阿卜迪也成为历史上首位代表沙特阿拉伯参加冬季奥运的选手。

## 高山滑雪
根据国际滑雪联合会公布的各代表团所获席位列表，沙特阿拉伯在高山滑雪项目上共可派出一名男选手参赛。沙特阿拉伯队指定法伊克·阿卜迪代表该国参加冬奥。
| 运动员        | 项目       | 第一次  | 第一次 | 第二次  | 第二次 | 总计    | 总计 |
| 运动员        | 项目       | 时间    | 排名   | 时间    | 排名   | 时间    | 排名 |
| ------------- | ---------- | ------- | ------ | ------- | ------ | ------- | ---- |
| 法伊克·阿卜迪 | 男子大曲道 | 1:21.44 | 51     | 1:25.41 | 45     | 2:46.85 | 44   |